# Georges Maes (violist)
Georgius Leo Constantinus (Georges) Maes (Oostende, 26 mei 1914 – Eeklo, 4 maart 1976) was een Belgisch violist en muziekpedagoog.
Hij was zoon van Gustave Cyrille Maes en Ida Caroline Le Bret.
Hij kreeg toen hij zeven jaar was zijn eerste viool en kreeg muzieklessen aan de muziekschool van Ledeberg alwaar hij ook in een kamermuziekensemble zitting nam en publieke uitvoeringen gaf. Als 14-jarige meldde hij zich aan aan de Koninklijk Conservatorium Gent. In die studie volgde een ris aan eerste prijzen: notenleer (1929), viool (1932), kamermuziek (1933), harmonieleer (1936), contrapunt (1937) en fuga (1938). Voorts haalde hij in 1934 een virtuositeitsprijs bij zijn leraar Henry Gadeyne. Tevens waren er studies bij Jules-Toussaint De Sutter (compositie en orkestdirectie) en Zimmer en Jacobsen (meestercursussen vioolspel). Al gedurende die studie nam hij plaats in het orkest van het Kurhaus in Oostende als ook het orkest van de Opera in Gent; hij was er tevens concertmeester. Hij begon ook een leraarschap aan de Muziekacademie Aalst.
In 1940 nam hij deel aan de Achttiendaagse Veldtocht, werd krijgsgevangen genomen en verdween voor drie maanden in het krijgsgevangenkamp Stalag XII.
Van 1940 tot 1958 had hij zitting in het Nationaal Orkest van België, van 1942 tot 1946 speelde hij in het strijkkwartet rondom Pierre De Groote, dat in dat laatste jaar ter ziele ging en was in 1945/1946 oprichter van en eerste violist in het Haydn-kwartet, een plek die hij pas in 1960 zou afstaan. Vanaf 1958 tot 1970 gaf hij les aan het Koninklijk Conservatorium Brussel. Hij formeerde rond diezelfde tijd rondom het Haydn-kwartet een kamerorkest. In 1960 trok hij weer naar de kust om er directeur te worden van de Stedelijke Muziekschool Oostende, een functie die hij tot zijn dood zou bekleden. Onder zijn aanvoerderschap kreeg die muziekschool een groter aantal leerlingen en ook het peil ging omhoog. In 1970 verruilde hij het conservatorium van Brussel voor dat van Gent. Vanaf 1974 was hij kortstondig werkzaam als professor bij de Muziekkapel Koningin Elisabeth. Alles werd nog eens aangevuld met kamermuzieksessie voor Jeugd en Muziek.
Robijns omschreef hem als oprichter van het Belgisch Kamerorkest als promotor van de kamermuziek in Vlaanderen. Met dat orkest haalde hij vergeten muziek uit de 17e en 18e eeuw weer naar voren, maar bracht ook 20e-eeuwse kamermuziek onder de aandacht. Voor die activiteiten ontving hij in 1968 de Fugatrofee van de Unie der Belgische Componisten.

## Georges Maes Fonds
In 1977 werd in Oostende het Georges Maes Fonds opgericht met als doelstelling zijn herinnering levend te houden en jonge musici financieel aan te moedigen door middel van de Prijs Georges Maes. Datzelfde fonds publiceerde in 1978 de monografie Georges Maes in het Belgische Muziekleven, hetgeen werd aangevuld met drie elpees van uitvoerenden Haydn-kwartet en Belgisch Kamerorkest.